# Gleb Sergejewitsch Bakschi
Gleb Sergejewitsch Bakschi (russisch Глеб Сергеевич Бакши; ukrainisch Гліб Сергійович Бакши / Hlib Serhijowitsch Bakschy; englisch Gleb Bakshi; * 12. November 1995 in Simferopol, Ukraine) ist ein zunächst ukrainischer, dann  russischer Boxer im Mittelgewicht. Seine Profikarriere bestreitet er unter serbischer Flagge.

## Karriere
Gleb Bakschi nahm für die Ukraine an den Junioren-Europameisterschaften 2011 teil, wo er das Viertelfinale erreichte. Nach der Annexion der Krim 2014 boxte er für Russland. Bei russischen Meisterschaften schied er 2015 und 2016 jeweils im Achtelfinale des Weltergewichts aus, ehe er im Mittelgewicht 2017 das Halbfinale erreichte und eine Bronzemedaille gewann. 2018 gewann er jeden seiner fünf Kämpfe und wurde damit erstmals russischer Meister im Mittelgewicht, zudem gewann er das internationale Feliks Stamm Tournament in Polen.
Nachdem er beim Cologne Boxing World Cup 2019 eine Bronzemedaille erkämpfte und bei den Europaspielen 2019 in Minsk im Viertelfinale gegen Oleksandr Chyschnjak ausgeschieden war, nahm er noch an den Weltmeisterschaften 2019 in Jekaterinburg teil. Dort gewann er die Goldmedaille im Mittelgewicht durch Siege gegen Amin Kuschkow, Michael Nevin, Arlen López, Hebert Conceição und Eumir Marcial.
Im Juni 2021 erreichte er den zweiten Platz bei der europäischen Olympiaqualifikation in Paris. Er startete daraufhin bei den 2021 in Tokio ausgetragenen Olympischen Spielen. Dort gewann er gegen Troy Isley und Darrelle Valsaint, ehe er im Halbfinale mit einer Bronzemedaille gegen Hebert Conceição ausschied.